# Оупескваєк 21I
Оупескваєк 21I (англ. Opaskwayak Cree Nation 21I) — індіанська резервація в Канаді, у провінції Манітоба, у межах невключеної частини переписної області №21.

## Населення
За даними перепису 2016 року, індіанська резервація нараховувала 294 особи, показавши зростання на 81,5%, порівняно з 2011-м роком. Середня густина населення становила 155 осіб/км².
З офіційних мов обидвома одночасно володіли 5 жителів, тільки англійською — 290. Усього 30 осіб вважали рідною мовою не одну з офіційних, з них усі — одну з корінних мов.
Працездатне населення становило 68,2% усього населення, рівень безробіття — 6,7%.

## Клімат
Середня річна температура становить 0°C, середня максимальна – 21,7°C, а середня мінімальна – -28°C. Середня річна кількість опадів – 432 мм.
| Клімат поселення                              | Клімат поселення | Клімат поселення | Клімат поселення | Клімат поселення | Клімат поселення | Клімат поселення | Клімат поселення | Клімат поселення | Клімат поселення | Клімат поселення | Клімат поселення | Клімат поселення | Клімат поселення |
| Показник                                      | Січ.             | Лют.             | Бер.             | Квіт.            | Трав.            | Черв.            | Лип.             | Серп.            | Вер.             | Жовт.            | Лист.            | Груд.            |                  |
| Середній максимум, °C                         | −15,01           | −10,51           | −3,3             | 7,62             | 15,75            | 21,67            | 21,34            | 20,34            | 14,13            | 7,16             | −3,69            | −13,64           |                  |
| Середня температура, °C                       | −21,5            | −17,01           | −9,78            | 1,10             | 9,26             | 15,17            | 17,53            | 16,53            | 10,32            | 3,32             | −7,5             | −17,46           |                  |
| Середній мінімум, °C                          | −27,99           | −23,5            | −16,27           | −5,37            | 2,78             | 8,67             | 13,70            | 12,70            | 6,49             | −0,49            | −11,34           | −21,27           |                  |
| Норма опадів, мм                              | 15               | 13               | 16               | 26               | 38               | 71               | 67               | 60               | 52               | 37               | 19               | 18               |                  |
| Середньомісячна швидкість вітру, м/с          | 3.20             | 3.30             | 3.30             | 3.60             | 3.60             | 3.50             | 3.30             | 3.30             | 3.60             | 3.70             | 3.50             | 3.30             |                  |
| Середньомісячна сонячна радіація, кДж/м²·день | 3193             | 6452             | 12332            | 17500            | 20760            | 21632            | 21074            | 17445            | 11454            | 6493             | 3290             | 2299             |                  |
| --------------------------------------------- | ---------------- | ---------------- | ---------------- | ---------------- | ---------------- | ---------------- | ---------------- | ---------------- | ---------------- | ---------------- | ---------------- | ---------------- | ---------------- |
| Джерело:                                      |                  |                  |                  |                  |                  |                  |                  |                  |                  |                  |                  |                  |                  |